# Zímnitsa (Straldzha)
Zimnitsa (en búlgaro, Зѝмница) es un pueblo de Bulgaria situado en el municipio de Straldzha, en la provincia de Yámbol. Tiene una población estimada, a mediados de junio de 2025, de 1646 habitantes.
Se ubica unos 5 km al oeste de Straldzha, en el límite con la provincia de Sliven. Por el pueblo pasa la carretera 7, que une Edirne con Silistra. Zimnitsa cuenta con una estación de ferrocarril en la línea que une Sofía con la costa del mar Negro.

## Economía
La agricultura continúa siendo la principal actividad económica de la población local. Sin embargo, muchos de ellos trabajan en otras ciudades cercanas, como Straldzha y Yambol.

## Demografía
En 2011 tenía 1804 habitantes, de los cuales el 76,77% eran étnicamente búlgaros y el 20,73%, gitanos.
En anteriores censos su población ha sido la siguiente:
| Gráfica de evolución demográfica de Zímnitsa entre 1934 y 2025 |
|                                                                |